# بيير كوسم
بيير كوسم (بالفرنسية: Pierre Cosme)‏ هو مؤرخ فرنسي، ولد في 1965.